# Lençóis Maranhenses (tiểu vùng)
Lençóis Maranhenses là một tiểu vùng thuộc bang Maranhão, Brasil. Tiều vùng này có diện tích 10680 km², dân số năm 2007 là 127992 người.